# El coloso de Marusi
El Coloso de Marusi es una novela escrita por el Norteamericano Henry Miller y publicada en 1941. 

## Sinopsis
Henry Miller describe su viaje a la isla de Corfú para ver a su amigo Lawrence Durrell entre la autobiografía y el surrealismo, las imágenes oníricas y el más crudo realismo, este libro narra su vivencia del año que pasará en Grecia y las islas del Egeo, de las amistades que hará y de la revelación de su propia vida. Bellísima y extraordinaria obra de viajes, es un descubrimiento interior y exterior, un reto para la civilización agónica de Occidente y un canto, al mejor estilo whitmaniano, a la dignidad de la tierra, a la ascensión espiritual y a la excepcional amistad de hombre como Lawrence Durrell, Yorgos Seferis, Theodore Stephanides o el incomparable George Katsimbalis.